# Forces britanniques à Hong Kong
Les forces britanniques à Hong Kong (駐港英軍, British Forces Overseas Hong Kong) comprennent les éléments de l'armée britannique, de la Royal Navy (dont les Royal Marines) et de la Royal Air Force stationnés à Hong Kong. Le gouverneur assumait la position de commandant en chef des forces et le commandant des forces britanniques à Hong Kong (en) prenait en charge le déploiement quotidien des troupes. Une grande partie de l'armée britannique est partie avant la rétrocession de Hong Kong à la Chine en 1997. Le présent article se concentre principalement sur la garnison britannique à Hong Kong après la Seconde Guerre mondiale. Pour plus d'informations concernant la garnison britannique pendant la Seconde Guerre mondiale et avant, voir la bataille de Hong Kong.

## Vue d'ensemble
Avant et pendant la Seconde Guerre mondiale, la garnison se compose de bataillons de l'armée britannique et de personnel enrôlé localement qui sert comme membres réguliers de l'escadron de Hong Kong de la Royal Navy ou du corps du service militaire de Hong Kong (en) et de leurs unités terrestres associées. La brigade d'infanterie de Hong Kong (en) sert de formation principale de garnison. Après le déclenchement de la Seconde Guerre mondiale, la garnison est renforcée par des unités de l'armée indienne britannique et de l'armée canadienne. Une seconde brigade, la brigade d'infanterie de Kowloon, est formée pour aider à commander la force élargie. La garnison est cependant vaincue par l'armée impériale japonaise lors de la bataille de Hong Kong en décembre 1941.
Après la Seconde Guerre mondiale et la fin de l'occupation japonaise de Hong Kong, l'armée britannique rétablit une présence. À la suite de la guerre civile chinoise, les Britanniques lèvent la 40e division (en) et l'envoient en garnison à Hong Kong. Elle participe à la guerre de Corée, et la défense du territoire est reprise par des forces britanniques supplémentaires qui sont envoyées depuis l'Europe. La garnison est complétée par des troupes locales mobilisées et des Gurkhas. Ces-derniers viennent du Népal, mais font partie de l'armée britannique. La taille de la garnison pendant la guerre froide fluctue et finit par être basée autour d'une brigade.
Le régiment royal de Hong Kong (en), une unité militaire faisant partie du gouvernement de Hong Kong, est formé et organisé sur le modèle d'une unité de l'armée territoriale britannique. En tant que tel, il est soutenu par du personnel régulier de l'armée britannique occupant des postes clés. Ces membres de l'armée britannique, pour la durée de leur service au régiment, sont détachés auprès du gouvernement de Hong Kong. Dans l'ère post-Seconde Guerre mondiale, la majorité des membres du régiment sont des citoyens locaux d'origine chinoise.

## Responsabilités
Avant le 1er juillet 1997, le gouvernement britannique a l'engagement politique de sauvegarder le territoire contre les menaces externes et internes. Les forces du Commonwealth sont également déployées pour stationner sur le territoire peu avant la Seconde Guerre mondiale. Le plus grand test a lieu en 1941, lorsque les forces japonaises attaquent Hong Kong, conduisant à l'occupation japonaise de la colonie pendant 44 mois.
La sécurité intérieure relève de la responsabilité du gouvernement colonial, en particulier de la police royale de Hong Kong. Elle est soutenue par les forces britanniques à Hong Kong si on leur en fait la demande. Lors des émeutes de Hong Kong de 1967 (en), au cours desquelles 51 personnes sont tuées, la garnison britannique soutient la police dans la répression des troubles. Jusqu'en 1995, la sécurité d'une grande partie de la frontière sino-hongkongaise relève de la responsabilité des forces britanniques et, à ce titre, contribue grandement à l'interdiction des immigrants illégaux. Lors de la préparation de la rétrocession de Hong Kong à la Chine en 1997, cette responsabilité est transférée à la police de Hong Kong.
La Royal Navy joue un rôle important dans le soutien de la police royale de Hong Kong dans les opérations de lutte contre la contrebande dans les eaux de Hong Kong, en particulier à l'apogée de la contrebande maritime du milieu des années 1980 au milieu des années 1990.
La recherche et le sauvetage sont fournis par toutes les branches des forces britanniques de Hong Kong peuvant être appelées pour l'aide à la défense civile ainsi que pour les opérations de recherche et de sauvetage en cas d'urgence.
Avant 1990-1991, les forces britanniques (armée britannique) sont responsables des patrouilles et du contrôle des frontières entre Hong Kong et la Chine. Ce rôle est transmis à la police de Hong Kong des années avant la rétrocession de 1997. Certains ressortissants de Hong Kong ayant servi dans l'armée britannique sont déployés à l'étranger, y compris durant l'opération Granby (en) durant la guerre du Golfe.
Le territoire maintient néanmoins un service aérien gouvernemental, anciennement la force aérienne auxiliaire royale de Hong Kong, qui est responsable des opérations de recherche et de sauvetage, des services d'ambulance aérienne et d'autres services aériens pour le gouvernement de Hong Kong. Le service reprend également certaines responsabilités de la Royal Air Force et de l'Army Air Corps. La police de Hong Kong dispose également d'une unité antiterroriste hautement qualifiée et équipée, la Special Duties Unit (en) (SDU), formée par le SAS et le SBS du Royaume-Uni, et d'une Région Marine (en). Ces forces sont lourdement armées dès avant la rétrocession de 1997 et relèvent du portefeuille du secrétaire à la sécurité (en) (qui, avant 1973, était nommé secrétaire à la défense).
Le service d'incendie reprend également certaines responsabilités de sauvetage en plongée des forces britanniques d'outre-mer.
Le régiment royal de Hong Kong est dissous en 1995 avant la rétrocession de 1997. Il était financé par et était une branche du gouvernement de Hong Kong, mais sous le commandement du commandant des forces britanniques.

## Structure de commandement
Le gouverneur de Hong Kong, étant un représentant du souverain britannique, est le commandant en chef des forces britanniques dans la colonie. Il est conseillé par le commandant des forces britanniques à Hong Kong (CFB) sur toutes les actions militaires. Au cours des années 1980 et 1990, le CFB est normalement un major général ou un lieutenant général de carrière de l'armée britannique. Jusqu'en 1966, le CFB est membre d'office du Conseil législatif.
Tout au long des années de gouvernance britannique de Hong Kong, diverses unités de l'armée britannique passent diverses périodes dans la colonie en tant qu'unités résidentes. Dans les dernières étapes de la période d'après-guerre, des unités de l'armée britannique sont envoyées à Hong Kong par rotation pour une période de trois ans. La liste suivante contient uniquement les unités résidentes, et celles qui sont restées à Hong Kong pendant de courtes durées pour se réapprovisionner ou s'acclimater pendant la première guerre de l'opium, la révolte des Boxers, l'insurrection communiste malaise et la guerre de Corée ne sont pas incluses dans la liste. La majorité des bataillons d'infanterie sont des Ghurkas qui sont basés en permanence à Hong Kong après la partition indienne.
Le cout financier est de 15 millions de livres sterling pour l'année fiscale 1965/1966 (
293 millions de £ actuels).

### Formations de l'armée britannique
Les principales formations de l' armée britannique à Hong Kong comprennent :

#### Seconde Guerre mondiale
- Quartier général, Commandement chinois (1939) - couvre les intérêts militaires britanniques à Hong Kong, Shanghai et Tientsin.
  - Brigade d'infanterie de Hong Kong (la principale garnison britannique à Hong Kong avant et pendant la Seconde Guerre mondiale)
  - Brigade d'infanterie de Kowloon (formée en 1941 après le renforcement de la garnison)
  - Force C (en) - Renfort de l'armée canadienne sous commandement britannique lors de la bataille de Hong Kong en 1941.

#### Guerre froide
- 40e division (en) (réformée en 1949, envoyée en Corée en 1950)
  - 26e brigade d'infanterie Gurkha (1948–1950)
  - 27e brigade d'infanterie (vers 1949)
  - 28e brigade d'infanterie  (arrivée à Hong Kong en 1949)
- 51e brigade d'infanterie  (créée vers 1950, dissoute en 1976)
- 48e brigade d'infanterie Gurkha (1957–1976; renommée Gurkha Field Force de 1976–97; retour à l'ancien titre 1987-vers 1992)[6]

### Unités de l'armée britannique

#### Corps blindé royal
- Escadron C, The Royal Scots Greys (2 Dragoons), 19-09-1962 - inconnu.
- 1er régiment royal de chars (1957–1960)(Esc C 1974–1976)
- 3e régiment royal de chars (1949-1950)
- 7e régiment royal de chars (1952-1954)
- 4e Hussars (1950)
- 7e Hussars (1954-1957)
- 16e/5e The Queen's Royal Lancers (Esc A 1963–1964) (Esc C 1973–1975)
- 14e/20e King's Hussars (1970–73)
- 17e/21e Lancers (Déc 1959–1960; Esc C 1961–1962)
- Escadron B, Life Guards (1967)

#### Infanterie
- 28e (North Gloucestershire) Regiment of Foot (vers la fin des années 1870)
- 74e (Highland) Regiment of Foot (vers 1878)
- 1er bataillon, Royal Inniskilling Fusiliers (1881–1883; 1947–1948)
- 1er bataillon, King's Shropshire Light Infantry (1892–1894)
- 2e bataillon, Queen's Own Cameron Highlanders (1908–09)
- 2e bataillon, Duke of Cornwall's Light Infantry (1914)
- 2e bataillon, Middlesex Regiment (1917–18)
- 1er bataillon, East Surrey Regiment (1923–26)
- 2e bataillon, Scots Guards (1926–28)
- 2e bataillon, King's Own Scottish Borderers (1926–1930)
- 1er bataillon, King's Own Scottish Borderers (1949-1951, de mai à août 1965)
- 1er bataillon, South Wales Borderers (1930–1934; 1963–1966)
- 1er bataillon, Royal Lincolnshire Regiment (1932–36)
- 1er bataillon, Seaforth Highlanders (1937–38)
- 1er bataillon, Middlesex Regiment (1937–1941; 1949–1950; 1951–1952)
- 2e bataillon, Royal Scots (The Royal Regiment) (1938–41)
- 1er bataillon, Devonshire Regiment (1947)
- 1er bataillon, King's Shropshire Light Infantry (1949-1951)
- 1er bataillon, Cameronians (Fusiliers écossais) (1949-1950, Fan Ling)
- 1er bataillon, The Argyll and Sutherland Highlanders (Princess Louise's) (1949–50; 1951–52; 1979)
- 1er bataillon, Royal Leicestershire Regiment, (1949-1951, Norwegian Farm Camp)
- 1er bataillon, South Staffordshire Regiment, (1949-1951)
- 1er bataillon, Wiltshire Regiment (1950–52)
- 1er bataillon, Royal Northumberland Fusiliers (1951-1952; 1960–1962)
- 1er bataillon, Royal Ulster Rifles (1951-1954)
- 1er bataillon, Dorset Regiment (1952-1954)
- 1er bataillon, The Welch Regiment (1952-1954; 1966–1968)
- 1er bataillon, Royal Norfolk Regiment (1952-1953, Norwegian Farm Camp)
- 1er bataillon, King's Own Royal Regiment (Lancaster) (1954-1956, Beas Stable Camp)
- 1er bataillon, North Staffordshire Regiment (1954-1957)
- 1er bataillon, Essex Regiment (1954-1957, Dodswell Ridge Camp)
- 1er bataillon, The Northamptonshire Regiment (1954-1957)
- 1er bataillon, The Green Howards (1956–1959)
- 1er bataillon, East Lancashire Regiment (1957-1958, fusionné avec le South Lancashire Regiment à HK pour former le Lancashire Regiment)
- 1er bataillon, South Lancashire Regiment (1958, fusionné avec The East Lancashire Regiment à HK pour former The Lancashire Regiment)
- 1er bataillon, Lancashire Regiment (1958-1961, formé à Hong Kong en 1958 avec la fusion du South Lancashire Regiment et du East Lancashire Regiment)
- 1er bataillon, Royal Warwickshire Regiment (1960-1962)
- 1er bataillon, Queen's Royal Surrey Regiment (1962–1964)
- 1er bataillon, Durham Light Infantry (1963-1965)
- 3e bataillon, Green Jackets (de février à juin 1965, 4 mois d'acclimatation avant l'entraînement de la Jungle Warfare School en Malaisie)
- 1er bataillon, Queen's Own Buffs, The Royal Kent Regiment (1965-1966, caserne de Gun Club Hill)
- 1er bataillon, Royal Hampshire Regiment (1966; 1974–1976)
- 2e bataillon, Queen's Regiment (de janvier à octobre 1967, caserne de Gun Club Hill)
- 1er bataillon, The Lancashire Fusiliers (1967–69)
- 1er bataillon, Duke of Wellington's Regiment (West Riding) (1968–70)
- 1er bataillon, Royal Welch Fusiliers (1969–1972)
- 1er bataillon, Irish Guards (1970–72)
- 2e bataillon, Grenadier Guards (1975-1976, fort de Stanley)
- 1er bataillon, Light Infantry (1975–77)
- 1er bataillon, Royal Green Jackets (1977–80)
- 1er bataillon, Parachute Regiment (de janvier à mai 1980, tournée d'urgence de 4 mois)
- 1er bataillon, Queen's Own Highlanders (Seaforth and Camerons) (1980–1981, fort de Stanley)
- 1er bataillon, Scots Guards (1981–1984, fort de Stanley)
- 1er bataillon, Cheshire Regiment (1984–1986, fort de Stanley)
- 1er bataillon, Coldstream Guards (1986–1988, fort de Stanley)
- 1er bataillon, Duke of Edinburgh's Royal Regiment (Berkshire & Wiltshire) (1988–1990, fort de Stanley)
- 1er bataillon, Royal Regiment of Wales (1990–1992, fort de Stanley)
- 1er bataillon, Black Watch (Royal Highland Regiment) (1993–1994, fort de Stanley; 1997)
- 1er bataillon, Staffordshire Regiment (1996-1997, fort de Stanley)

#### Gurkhas
- 1er bataillon, 2e régiment de fusiliers gorkhas du roi Édouard VII (1971–75; 77–79; 81–85; 87–89; 91–92)
- 2e bataillon, 2e régiment de fusiliers gorkhas du roi Édouard VII (1953–57; 57–62; 66–68; 72–75; 77–81; 83–85; 87–91)
- 1er bataillon, 6e régiment de fusiliers gorkhas de la reine Elizabeth (1956–57; 65–73; 75–77; 79–83; 85–87; 89–93)
- 2e bataillon, 6e régiment de fusiliers gorkhas de la reine Elizabeth (1948–50; 62–63; 1969 fusionné avec le 1er bataillon)
- 1er bataillon, 7e régiment de fusiliers gorkhas du duc d'Édimbourg (1959–62; 73–77; 83–87; 89–91; 93–94)
- 2e bataillon, 7e régiment de fusiliers gorkhas du duc d'Édimbourg (1954–57; 62–63; 62–70; dissous à Hong Kong en 1987)
- 1er bataillon, 10e régiment de fusiliers gorkhas de la princesse Mary (1957–60; 69–73; 75–79; 81–83; 85–89; 91–93)
- 2e bataillon, 10e régiment de fusiliers gorkhas de la princesse Mary (1948–50; 1962; fusionné avec le 1er bataillon en 1968)
- 1er bataillon, The Royal Gurkha Rifles (1994–96)

#### Armée indienne britannique
- 5e bataillon, 7e régiment Rajput (1941–45)
- 2e bataillon, 14e régiment Punjab (1941–45)
- Corps hospitalier indien
- Service médical indien
- Corps de l'intendance de l'armée royale indienne
- Hong Kong Mule Corps, RIASC

#### Artillerie
- Hong Kong and Singapore Royal Artillery (1847 to 1940s)
- 3e Regiment Royal Horse Artillery (1973–1975; Borneo Lines, Sek Kong)
- 4e Field Regiment, RA (1961-1964; QG et 29 Bty au camp de Fan Ling, 88 Bty et 97 Bty au camp de Dodwells Ridge)
- 8e Coast Regiment, Royal Artillery, Kowloon (1939 jusqu'à sa capture par les Japonais en 1941)
- 5e Heavy Anti-Aircraft Regiment, RA, RAF Kai Tak (vers 1939)
- 5e Field Regiment, RA (1958–1961; aux camps de Fanling et de Dodwells Ridge)
- 14e Field Regiment, RA (1949–1951 à la caserne de Gun Club Hill et de Sek Kong; 1953–1955 au camp de Quarry Bay; 1960–1962 à Sek Kong)
- 15e Observation Battery et 173e Locating Battery 1950 au camp de Lo Wu
- 15e Medium Regiment, RA (1955–1957; 7 et 38 Med Btys à la caserne de Gun Club Hill)
- 18e Medium Regiment, RA (1966-1969; 40 et 52 Lt Btys à Borneo Lines, Sek Kong. RHQ dissous à Hong Kong et Regiment placé en animation suspendue)
- 19e Field Regiment, RA (1956–1958; 25, 28 et 67 Fd Btys aux camps de Quarry Bay et de Sek Kong)
- 20e Anti-Tank Regiment, RA (1952; 1953–1955, avec les 12, 45 et 107 Fd Btys au camp de Sek Kong, 1975–1976; dissous à Hong Kong en 1976)
- 23e Field Regiment, RA (1949–1952; 49, 50 et 69 Fld Btys au camp de Quarry Bay)
- 25e Field Regiment, RA (1947–1955; 35, 54 et 93 Fld Btys à la caserne de Gun Hill Club; 1969–1971 à Borneo Lines, Sek Kong)
- 27e Heavy Regiment, RA (1949-1957; redésigné 27e HAA Regt RA en 1950; 119 Bty au 34e LAA Regt RA en 1952; à Clear Water Bay et Stonecutters Island.)
- 32e Medium Regiment, RA (1952-1954, 74 et 98 Med Btys à la caserne de Gun Club Hill; 1959–1961, 46, 50 et 74 Med Btys à la caserne Whitfield et la caserne de Gun Club Hill)
- 34e Light Anti-Aircraft Regiment, RA (1949-1952; 1961–1963, 11 et 58 LAA Btys à la caserne de Gun Club Hill)
- 42e Field Regiment, RA (1955–1956, avec les 68, 87 et 179 Fld Btys au camp de Sek Kong)
- 45e Field Regiment, RA (1951–1953 avec les 70, 116 et 176 Fld Btys; 1959–1961)
- 47e Coast Regiment, RA (1971-1973 avec les 3, 4 Lt et 31 Med Btys à Borneo Lines, Sek Kong)
- 49e Anti-Tank Regiment, RA (1957-1961, avec les 55, 127 et 143 Fld Btys à Borneo Lines, Sek Kong; 1964–1966, avec le 143 Bty au camp de Dodwells Ridge)
- 58e Medium Regiment, RA (1949–1951; avec les 118 et 175 Med Btys à la caserne de Gun Club Hill)
- 72e Light Anti-Air Regiment, RA (1952–1955, avec les 31, 206 et 216 LAA Btys à la caserne de Gun Club Hill)
- 74e Light Anti-Air Regiment, RA (1955–1958, avec les 158 et 161 LAA Btys à la caserne Whitfield)

#### Génie
Royal Engineers et Queen's Gurkha Engineers
- 1er escadron de campagne,
- 22e Fortress Company, Royal Engineers (vers 1939)
- 40e Fortress Company, Royal Engineers (vers 1939)
- 24 Field Engineer Regiment, Royal Engineers
  - 11 Field Squadron, RE (1950-1951, Sek Kong, formé en renumérotant le 50 Fd Sqn 24 Field Engineer Regiment)
  - 15 Field Park Squadron, RE (1950-1958, formé en renumérotant le 46 Fd Park Sqn)
  - 50 Field Squadron, RE (1949-1950, par renumérotation 11 Field Squadron)
  - 54 Independent Field Squadron, RE (1950-vers 1958, formé en renumérotant le 25 Fd Sqn)
  - 54 (Hong Kong) Support Squadron, RE (1971 jusqu'à sa dissolution en 1975)
  - 56 Field Squadron, RE (1950-1958, formé en numérotant le 37 Field Squadron)
- Royal Engineers Postal and Courier Service (British Forces Post Box 1)
- Queen's Gurkha Engineers (formé à Hong Kong en 1952 en tant que 50e régiment RE, renommé QGE en 1977)
  - 67 escadron, QGE (dissous en 1996)
  - 68 escadron, QGE (dissous en 1993)
  - 69 escadron, QGE (dissous à HK en 1968 et réformé en 69 Gurkha Independent Field Squadron à Chatham)
  - 70 escadron, QGE (dissous en 1993)
  - Escadron d'entraînement Gurkha (dissous en 1971)

#### Transmissions
Royal Signals et Queen's Gurkha Signals
- 27e Signal Regiment, Royal Corps of Signals (embarqué pour Hong Kong en 1949 en tant que 40e Divisional Signal Regiment)
  - Fusionné avec le Hong Kong Signal Squadron pour former le Hong Kong Signal Regiment (1950)
  - Redésigné 27e Signal Regiment (1959)
  - Rebaptisé HQ Royal Signals, Hong Kong (1960)
  - Rebaptisé 27e Signal Regiment (1971, dissous en 1976))
- Hong Kong Independent Lines Squadron, Royal Corps of Signals (vers 1958)
- Independent Gurkha Brigade Squadron (vers 1958)
- Gurkha Infantry Brigade Signal Squadron (vers 1959)
- Detachments, 19th Air Formation Signal Troop, Royal Corps of Signals (vers 1959)
- Detachments, 232 Squadron, Royal Corps of Signals (vers 1959)
- HQ Royal Signals, Hong Kong (1960-1967)
  - 252 Signal Squadron sur l'île de Hong Kong
  - 253 Signal Squadron à Kowloon, reconverti en escadron du génie en 1962
- Joint Services Signal Staff (1967-1997)
- 17e Gurkha Signal Regiment
- Unité de transmission des Gurkhas de la Reine
  - 247 Squadron, QGS (1964-1967 jusqu'à sa dissolution à HK, réformé à HK en 1983)
  - 248 Squadron, QGS (1971-1976 jusqu'à sa dissolution; réformé en 1971)
  - Hong Kong Gurkha Signal Squadron (formé en 1994 avec la fusion des 247 et 248 Sqns, dissous en 1997)

#### Unités de soutien
- Army Catering Corps
- Army Fire Service
- Corps juridique de l'armée/Army Legal Services Branch
- Army Air Corps
  - 20 Flight, AAC (Shatin et Sek Kong, années 1960)
  - No. 660 Squadron AAC, Shek Kong (1978–94)
- Army Physical Training Corps
- British Army Aid Group
- Government House Guard (compagnie C)
- Gurkha Transport Regiment
  - 28 et 31 escadrons
- Corps du service militaire de Hong Kong (1962-1996)
  - Régiment chinois de Hong Kong (1941-1948)
  - Unité de formation chinoise de Hong Kong (1948-1962)
  - Équipe d'information de Hong Kong - une unité de renseignement sur la sécurité intérieure, la lutte contre la contrebande et la lutte contre l'immigration illégale relevant du Corps du service militaire de Hong Kong avec du personnel enrôlé localement d'origine chinoise provenant d'un certain nombre d'unités de l'armée britannique.
- General List/General Service Corps
- Intelligence Corps
- Queen Alexandra's Royal Army Nursing Corps
- Royal Army Chaplains' Department
- Royal Army Dental Corps
- Royal Army Education Corps
  - 75 Army Education Centre, 28 Army Education Centre, Victoria Army Education Centre
- Royal Army Ordnance Corps
  - 6e compagnie, Royal Army Ordnance Corps (vers 1939)
  - Dépôt d'artillerie de Sham Shui Po (établi en 1946)
  - 6 Forward Ordnance Depot, Kowloon Tong (1950; renommé 6 Command Ordnance Depot en 1952 en combinant 6 FOD et le Ammo Depot)
  - Dépôt d'artillerie de Hong Kong (1960)
  - Dépôt de Kai Tak (établi en 1966)
  - Composite Ordnance Depot (établi en 1966)
- Royal Army Medical Corps/Hôpital militaire britannique (Hong Kong)
  - 27 Hong Kong Company, Royal Army Medical Corps (vers 1939)
  - BMH Bowen Road (1907-1967)
  - BMH Hong Kong (Kowloon) (1967-1996)
  - 18 Field Ambulance (des années 1950 à 1972)
- Royal Army Pay Corps
- Royal Army Service Corps
  - 10 compagnie, RASC (vers 1939)
  - 781 compagnie (Civil Affairs/GT), RASC (1945 jusqu'à sa dissolution en 1946)
  - 799 compagnie (AD), RASC (vers 1945)
  - 3 Supply & Petroleum Depot, Argyle Street, Kowloon (années 1950)
  - 56 (Hong Kong) compagnie, RASC (1953-vers les années 1960 au camp de Causeway Bay; absorbé par la 79e compagnie, RASC au début des années 1960)
  - 79 Company (Water Transport), RASC (vers 1946–1959; vers 1962; absorbé par la 56e compagnie au début des années 1960)
  - 12 Hong Kong Company, RASC
- Royal Army Veterinary Corps
  - Unité de soutien aux animaux de la défense
- Royal Corps of Transport et Gurkha Transport Regiment/Queen's Own Gurkha Transport Regiment
  - Détachement, 71 Movement Control Squadron, RCT (vers 1965)
  - 31 Regiment, RCT (1968 jusqu'à sa dissolution en 1976)
    - 29 Squadron, RCT (1965 jusqu'à sa dissolution en 1993; Réduit au 414 Pack Transport Troop en 1968, réformé en GT Sqn à partir de l'ancien détachement insulaire du 56 Squadron la même année)
    - 414 Pack Transport Troop, 29 Squadron, RCT (1968-1976; au camp de Lo Wu)
    - 56 Squadron, RCT (dissous en 1976, personnel absorbé par le 29 Sqn RCT)
    - 415 Maritime Troop (établi dans les années 1970, passe sous le commandement du Gurkha Transport Regiment en 1976)

  - 28 Squadron, Gurkha Transport Regiment (de la 28 Company (MT) (Gurkha) RASC; 1965–1993)
  - 31 Squadron, Gurkha Transport Regiment (relocalisé de Singapour à Hong Kong en 1971, dissous en 1993))
- Royal Electrical and Mechanical Engineers
  - 11 Infantry Workshop, REME (sous la 27e brigade d'infanterie, vers 1949–1950 à Sek Kong)
  - 16 Infantry Workshop (vers 1950 à Sek Kong)
  - 17 Infantry Workshop (vers les années 1960)
  - 50 Command Workshop, (1960s-1994, à Sham Shui Po et Sek Kong)
  - Détachements d'aide légère à diverses unités de la Royal Artillery et du Royal Armored Corps
- Régiment royal de Hong Kong
  - Volontaires de Hong Kong (1854-1878)
  - Hong Kong Artillery and Rifle Volunteer Corps (1978-1917)
  - Corps de défense de Hong Kong (1917-1941)
  - Corps de défense des volontaires de Hong Kong (1941-1949)
  - Force de défense de Hong Kong (1949-1951) (y compris les unités aériennes et navales)
  - Royal Hong Kong Defence Force (1951-1961)
  - Régiment de Hong Kong (1961-1970) (transformé de l'infanterie à la reconnaissance)
  - Régiment royal de Hong Kong (volontaires) (1970-1995)
- Royal Logistic Corps
  - Hong Kong Postal & Courier Squadron, RLC (1993 jusqu'à sa dissolution)
- Royal Military Police
  - Compagnie de prévôté de la 40e division d'infanterie
  - Hong Kong Provost Company, RMP
- Women's Royal Army Corps

#### Installations
La liste des installations de l'armée britannique à Hong Kong :
- Caserne de Bonham Tower
- Burma Lines - Camp de Queen's Hill
- Cassino Lines – probablement nommé pour la bataille de Monte Cassino
- Dépôt central de munitions d'artillerie
- Flagstaff House 1978 – ancien QG des forces britanniques et connu sous le nom de maison du quartier général de 1846 à 1932 et construit pour le général de division George Charles D'Aguilar (en); maintenant connu sous le nom de Musée du thé
- Gallipoli Lines – Sha Tau Kok Road à Fanling, ancien camp de San Wai; San Wai/Tai Ling Range.
- Ligne Gin Drinkers, années 1930
- Caserne de Gun Club Hill – actuelle caserne de l'armée populaire de libération
- Camp de Lo Wu (actuel établissement correctionnel de Lo Wu)
- Camp de Kohima (Tai Po Tsai) – actuelle université des sciences et technologies de Hong Kong
- Postes d'observation de Lo Wu, Sha Tau Kok, Sandy Ridge et Tai O
- Caserne Lyemun ou Lei Yue Mun, années 1840 – actuels musée de la défense côtière de Hong Kong et parc et village de vacances de Lei Yue Mun
- Batterie Murray
- (Queen) Caserne Victoria 1846–1979 – le terrain de parade est l'actuel site du complexe du Pacific Place, JW Marriott Hotel, Shangri-La Hotel et du parc de Hong Kong; la caserne est reconvertie en centre d'arts visuels de Hong Kong (musée d'art de Hong Kong). Elle se composait de :
  - Le complexe de l'ancienne magasin d'explosifs, qui fait maintenant partie de l'Asia Society Hong Kong Center
  - Bloc Cassels - Initialement nommé bloc C, l'ancienne caserne des officiers britanniques mariés. Le bâtiment est maintenant le centre d'arts visuels de Hong Kong. Probablement nommé d'après Robert Cassels, officier de l'armée indienne britannique et vice-roi des Indes
  - Rawlinson House - l'ancienne résidence du commandant adjoint des forces britanniques à Hong Kong. Aujourd'hui un registre des mariages. Deux logements familiaux d'adjudants lui ont été intégrés dans un seul bâtiment dans les années 1960
  - Wavell House - anciens quartiers des officiers britanniques mariés, convertis en 1991 en centre de soutien à la volière
  - Bloc Montgomery - abrite actuellement Mother's Choice Limited
  - Bloc Roberts - aujourd'hui le Jockey Club New Life Hostel de la New Life Psychiatric Rehabilitation Association
  - Bloc Alexander - Démoli
  - Bloc Birdwood - quartier des officiers mariés, démoli
  - Bloc Colvin - utilisé par le Women's Royal Army Corps, aujourd'hui le site du British Council et du complexe du consulat général britannique
  - Bloc Freyberg - était le QG des services de renseignement. Démoli
  - Bloc Gort - quartiers d'habitation. Démoli
  - Bloc Hamilton - est revenu au gouvernement de Hong Kong en 1967. Démoli
  - Bloc Kitchener - logement pour les enseignants. Démoli
  - Queen's Line - aujourd'hui la caserne Ching Yi To de l'armée populaire de libération.
- Caserne North années 1840–1887 – à la Royal Navy de 1887 à 1959 et au gouvernement de Hong Kong depuis 1959
- Caserne Murray 1846–1982 – nommé d'après le général George Murray; les quartiers des officiers ont été déplacés de Central à Stanley, maintenant connu sous le nom de Murray House
- Caserne Osborn (Kowloon) 1945 – nommé d'après le soldat canadien John Robert Osborn, mort héroïquement pendant la bataille de Hong Kong en 1941
- Caserne Perowne (Tuen Mun) – établie en 1931 sous le nom de camp de Tai Lam. Nommé en l'honneur du général de division de l'armée britannique Lancelot Perowne (en) et autrefois utilisé par l'école de formation du service d'immigration de Tuen Mun, maintenant utilisé par Crossroads International
- Caserne de Sek Kong
  - Quartier général de la 48e brigade d'infanterie Gurkha
  - Brigade de dépôt d'entraînement des Gurkhas (TDBG)
  - Borneo Lines
  - Malaya Lines
  - Service de radiodiffusion des forces britanniques
  - Services Son et Vision Corporation
- Caserne de Sham Shui Po – a été un camp de prisonniers de guerre japonais durant la Seconde Guerre mondiale, un camp de réfugiés vietnamiens et maintenant des lotissements, un centre commercial et des bureaux gouvernementaux
- Caserne de Saiwan 1844 – utilisée pendant une courte durée et abandonnée pour la caserne Lyemun
- Cimetière de guerre de Sai Wan
- Cimetière militaire de Stanley
- Fort de Stanley (île de Hong Kong) 1841 – sert plus tard de prison de Stanley et de camp d'internement de Stanley japonais durant la Seconde Guerre mondiale
- Caserne Wellington, années 1840–1946 – à la Royal Navy sous le nom de HMS Tamar 1946–années 1960 (démoli et remplacé par l'immeuble HMS Tamar/Prince of Wales, actuel siège de l'Armée populaire de libération à Hong Kong)
- NAAFI (en)

### Royal Navy/Royal Marines
La Royal Navy et les Royal Marines sont stationnés à Hong Kong dès le début de l'établissement colonial en 1841. Pour l'essentiel, la base navale royale est située sur l'île de Hong Kong à HMS Tamar. L'immeuble Prince of Wales est ajouté plus tard dans les années 1970. Avant la rétrocession de 1997, la base navale est déplacée sur Stonecutters Island à côté de Government Dockyard.
Les navires de la Royal Navy et de la Royal Fleet Auxiliary ayant visités ou ayant été affectés à Hong Kong avant la Seconde Guerre mondiale :
- HMS Sulphur (1841)
- HMS Minden (vers 1841)
- HMS Hercules (vers 1847)
- HMS Princess Charlotte (vers 1858)
- HMS Ocean (vers 1871)
- HMS Victor Emmanuel (vers 1873)
- HMS Tamar (vers 1897)
- HMS Astraea (vers 1901)
- HMS Barfleur (vers 1901)
- HMS Britomart (vers 1901)
- HMS Centurion (vers 1901)
- HMS Dido (vers 1901)
- HMS Endymion (vers 1901)
- HMS Glory (vers 1901)
- HMS Humber (vers 1901)
- HMS Otter (vers 1901)
- HMS Terrible (vers 1901)
- HMS Undaunted (vers 1901)
- HMS Waterwitch (vers 1901)
- HMS Sandpiper (vers 1901)
- HMS Leviathan (1904)
- HMS Sutlej (1905)
- HMS Diadem (1906)
- HMS Taku (vers 1901; vendu à Hong Kong en 1916)
- HMS Thistle (vers 1914)
- HMS Triumph (vers 1914)
- HMS Titania (1920–26)
- RFA (Maine) (1927)
- HMS Tenedos (vers 1939) (transféré à Singapour avant la bataille de Hong Kong)

Les navires de la Royal Navy et unités terrestres à Hong Kong pendant la Seconde Guerre mondiale :
- HMS Aldgate
- HMS Barlight
- HMS Cicala
- HMS Cornflower
- HMS Moth
- HMS Redstart
- HMS Robin
- HMS Scout
- HMS Tern
- HMS Thanet
- HMS Thracian
- HMS Watergate
- Royal Naval Dockyard Police
- Hong Kong Dockyard Defence Corps

Navires de patrouille auxiliaires à Hong Kong pendant la Seconde Guerre mondiale :
- APV Britannia
- APV Chun Hsing
- APV Frosty
- APV Han Wo
- APV Ho Hsing
- APV Henriette
- APV Indira
- APV Margaret
- APV Minnie
- APV Perla
- APV Poseidon
- APV Shun Wo
- HMS St Aubin
- HMS St Sampson
- APV Stanley
- APV Teh Hsing

Formations et unités de la RN à Hong Kong (après la Seconde Guerre mondiale) :
- Escadron de Chine 1844–1941, 1945–1992
- 3e escadron de frégates (1949 to 1963; 1972 to 1980)
- Flotte d'Extrême-Orient/Escadron de Hong Kong 1969–1971
- Escadron Dragons1971–1992
- Hong Kong Royal Naval Volunteer Reserves 1967–1996 - fusion avec la RNR en 1971
- Side Girls Party 1933–1997
- 120e Escadron de déminage 1958-1966 - transfert à Singapour
- 6e Escadron de lutte contre les mines 1969–1997
- 6e escadron de patrouilleurs 1970–1997
- Base d'opérations et d'entraînement 1934–1997
- Flotte britannique du Pacifique 1840-1948 - à Singapour en tant que station d'Extrême-Orient
- Flottille de Hong Kong 1840–1941, 1948–1992
- Station chinoise - 4e flottille de sous-marins, flottille du Yangtsé, flottille de la rivière de l'Ouest, 8e flottille de destroyers
- 5e escadron de croiseurs
- 1re flottille d'escorte
- 4e flottille de frégates ?-1952
- Escadron de frégates 1952–1976
- Escadron de croiseurs légers

Navires de la RN et de la RFA ayant visités ou ayant été affectés à Hong Kong après la Seconde Guerre mondiale :
- HMS Challenger (1945)
- HMS Amethyst (1948)
- HMS Cardigan Bay (vers 1951)
- HMS Dampier (1952)
- HMS Comus (vers 1954)
- RFA (Olna) (1961; 1963)
- HMS Lanton (vers 1963)
- HMS Loch Killisport (vers 1963)
- HMS Penston (vers 1963)
- HMS Centaur (1964)
- HMS Blake (vers 1974)
- HMS Chichester (vers 1973–1976)
- HMS Boxer (vers 1980)
- HMS Invincible (1992)
- HMS Newcastle (1992)
- HMS Beaver (1997)
- HMY (1986; 1990; 1997)
- HMS Chatham (1997)

Royal Marines:
- 40 Commando, 3 Commando Brigade, RM (1946–47; 1949; 1962)
- 42 Commando, 3 Commando Brigade, RM (1945; 1949)
- 44 Commando, 3 Commando Brigade, RM (1945-1947; redésigné 40 Commando en 1947)
- 45 Commando, 3 Commando Brigade, RM (1946-1947; 1949–1950)
- No. 3 Raiding Squadron, RM (1978-1988)
- 47 Royal Marines

Liste des installations navales utilisées ou construites par la Royal Navy à Hong Kong :
- Stonecutters Island
  - Royal Navy Radio Interception and Direction-finding Station (établi en 1935)
  - HQ 415 Maritime Troop, Royal Corps of Transport
- Immeuble Prince of Wales 1978–1997 – connue comme la caserne de Central de l'armée populaire de libération
- Cales sèches de Lamont et Hope
- Docks d'Aberdeen Docks – détruits
- Cale sèche 1902–1959
- Taikoo Dockyard – Chantiers navals unis de Hong Kong
- Chantiers navals de la Royal Navy, Admiralty 1859–1902
- Royal Navy Dockyards 1902–1959 – Le chantier naval de Kowloon ne fait pas partie de la région de Hung Hom.
- Cour de stockage de charbon, StonecuttersIsland 1861–1959
- Cour de stockage de charbon et chantiers navals de Kowloon 1901–1959
- Caserne de Sai Wan 1844–1846
- Caserne Wellington 1946–1978 – en tant que HMS Tamar (démolie)
- Caserne North 1850s–1856, 1887–1959 – transférée au gouvernement de Hong Kong en1959
- Caserne Victoria
- Redoute et fortifications de Lei Yue Mun 1885–1887
- Fort de Lei Yue Mun 1887–1987
- Batteries de Reverse, Central, West et Pass, années 1880
- Station de torpilles Brennan 1890 – Lei Yue Mun
- Hôpital royal naval, Wan Chai – démoli, aujourd'hui remplacé par l'hôpital Ruttonjee
- Hôpital des marins 1843–1873 – remplacé par l'hôpital royal naval
- RMS Queen Mary 1945–1946 – en tant que navire-hôpital
- Hôpital du mémorial de guerre (Matilda) 1946–1959
- Hôpital militaire britannique 1959–1995
- Island Group Practice 1995–1997 – replace BMH
- HMS Princess Charlotte et HMS Victor Emmanuel – Navires de réception
- Bassin de marée 1902–1959
- Bassin à bateaux 1902–1959
- Cours de ravitaillement HM 1859–1946

Liste des installations utilisées ou construites par la Royal Navy à Hong Kong :
- Cales sèches de Lamont et Hope
- Quais d'Aberdeen
- Hôpital royal naval, Wan Chai - actuel hôpital Ruttonjee
- Hôpital des marins 1843–1873 - remplacé par l'hôpital royal naval
- HMS Princess Charlotte et HMS Victor Emmanuel – Navires de réception
- HMS Tamar – Navire de réception 1897–1941
- HMS Nabcatcher – Kai Tak 1945–1946
- HMS Flycatcher – Kai Tak 1947
- HMS Minden 1841-milieu des années 1840 – navire-hôpital
- HMS Alligator années 1840–1865 – navire-hôpital
- HMS Melville années 1860–1873 – navire-hôpital (escadron des Indes orientales)

### Royal Air Force

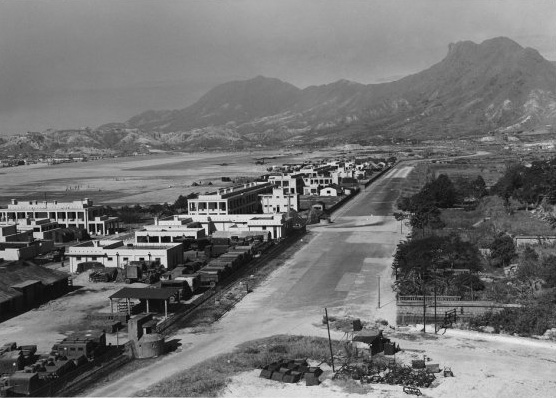
Base de l'hydroaérodrome Kai Tak (1945).

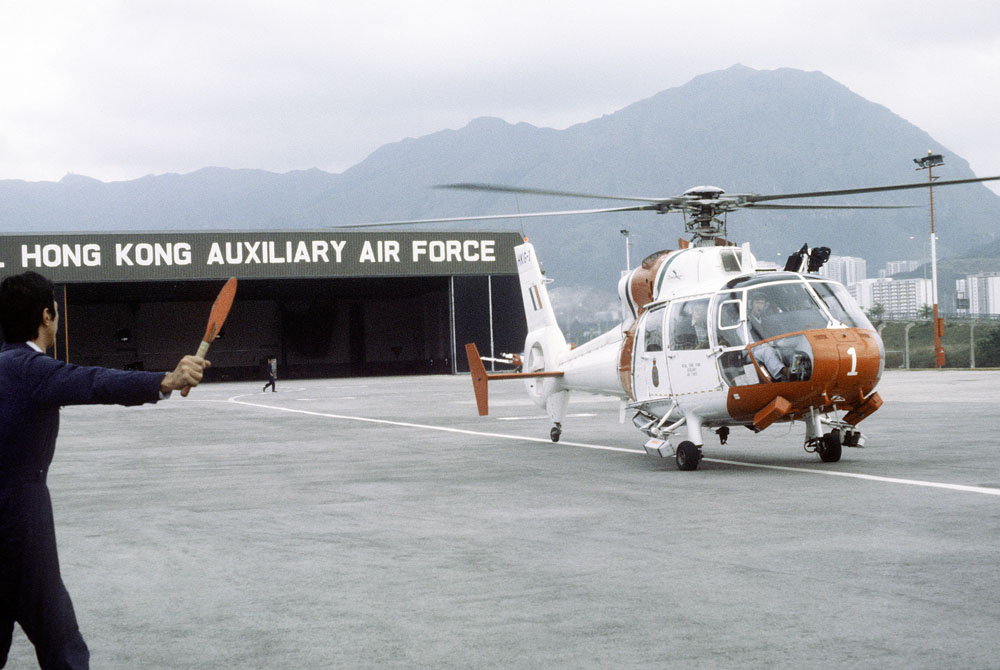
Un hélicoptère SA365 Dauphin de la force aérienne auxiliaire royale de Hong Kong quittant son hangar lors d'un exercice de recherche et de sauvetage en 1982.

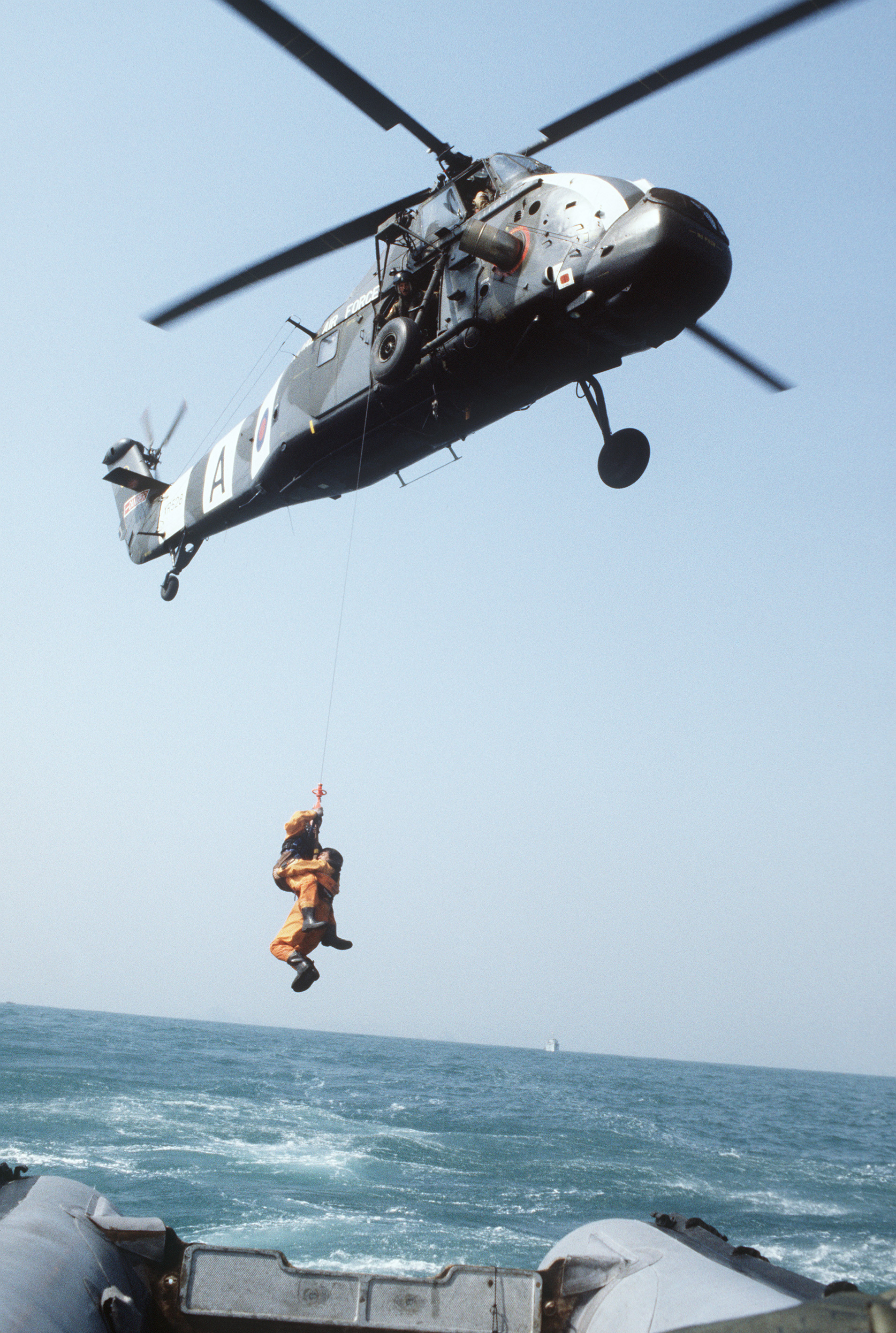
Les survivants d'un accident d'avion simulé sont hissés à bord d'un hélicoptère Westland Wessex HC Mk 2 de la Royal Air Force du 28e Escadron (AC) en 1983.

La Royal Air Force est le plus petit contingent des forces britanniques et est stationnée à la fois à l'aéroport Kai Tak ainsi qu'à l'aérodrome des Nouveaux Territoires connu sous le nom de Sek Kong qui est la plus grande infrastructure de la Royal Air Force à la fin des années 1970, laissant des éléments logistiques de la Royal Air Force pour maintenir les opérations à Kai Tak, par exemple les déménageurs et les fournisseurs de la RAF sont restés pour maintenir le lien logistique entre la RAF Hong Kong et le Royaume-Uni. Le No. 28 Squadron RAF dispose jusqu'à huit hélicoptères Westland Wessex HC Mk 2 de l'aérodrome de Sek Kong. Les tâches comprennent le soutien du pouvoir civil, le soutien des forces britanniques et la recherche et le sauvetage.
Environ 20 ans plus tard, le personnel de la RAF revient de Sek Kong à Kai Tak, montant des opérations à partir de cet aéroport dans les mois précédant la rétrocession à la Chine de 1997.
En outre, le gouvernement de Hong Kong maintient également une « armée de l'air » qui, selon l'unité terrestre du RHKR (V), est une branche du gouvernement de Hong Kong, soutenue par du personnel de la RAF détaché pour servir dans l'armée de l'air auxiliaire de Hong Kong.
Force aérienne auxiliaire royale de Hong Kong 1970–1993 – remis au GFS
- Hong Kong Volunteer Defence Corps – Air Arm 1930–1949
- Force aérienne auxiliaire de Hong Kong 1949–1970 – voir RHKAAF

Unités de la Royal Air Force ayant visité ou ayant été stationnées à Hong Kong :
- No. 681 Squadron RAF (septembre–décembre 1945)
- No. 1331 Wing RAF Regiment (vers 1946)
- No. 96 Squadron RAF (1946)
- No. 1430 (Flying Boat Transport) Flight RAF (1946)
- Japan Force Communications Flight RAF (vers 1946)
- No. 132 Squadron RAF (1945-1946)
- No. 200 Staging Post RAF (1945-1946)
- No. 215 Squadron (Transport) (1945–1946)
- Hong Kong Communication Flight Squadron RAF (1945-1947)
- No. 88 Squadron RAF (1946-1951)
- No. 209 Squadron (Maritime Patrol) (1946–1955)
- No. 110 Squadron RAF (1947)
- No. 81 Squadron RAF (1947-1958)
- No. 1903 Flight RAF et No. 656 Squadron RAF (1948-1949)
- No. 28 Squadron RAF(1949-1951; 1955; 1957- 1967; 1968–1978; 1996–1997)
- No. 80 Squadron RAF[7] (1949-1955) avec des Supermarine Spitfire F.24 et des de Havilland Hornet F.3[8]
- No. 205 Squadron (reconnaissance maritime) (1949–1958)
- Royal Hong Kong Auxiliary Air Force (1949-1993)
- Hong Kong Auxiliary Flight (1949-1950)
- Hong Kong Auxiliary Squadron (1950-1953)
- Hong Kong Auxiliary Air Force Wing (vers 1953)
- Hong Kong Fighter Squadron (vers 1953)
- No. 60 Squadron RAF (1961-1968)
- No. 846 Squadron FAA (1963–1964) (RAF Kai Tak)
- No. 103 Squadron RAF (1963-1969)
- No. 110 Squadron RAF (1964-1969)
- No. 45 Squadron (Bomber) (1965–1970)
- No. 847 Squadron FAA (1970) (RAF Kai Tak)
- No. 41 Squadron RAF (1973; jets McDonnell Douglas Phantom)
- No. 22 Squadron (patrouille antinavires), 1996–1997
- RAF Police
- No. 60 Squadron
- No. 681 Squadron (reconnaissance photographique)
- 114th (Hong Kong) Squadron RAF
- No. 367 Wireless Unit
- No. 368 Wireless Unit
- No. 117 Signals Unit (Tai Mo Shan), à partir de janvier 1959 lorsqu'elle est déplacée de Mont Davis (extrémité ouest de l'île de Hong Kong)
- ASF (Catering Squadron)
- GEF (Ground Radio)
- Medical Supply Squadron
- No. 444 Signals Unit (fort de Stanley), de 1971 à 1977

Des sources indiquent que la 444 Signals Unit (SU) est formée officiellement au sein du No. 90 (Signals) Group RAF, Strike Command à compter du 16 août 1971, et est établie en tant qu'unité hébergée au fort de Stanley. Le rôle principal du 444 SU est d'agir en tant que station au sol pour le système de communication par satellite Skynet, la responsabilité de l'exploitation du système Skynet ayant été confiée à la RAF à la fin des années 1960, dans le cadre de l'accord de rationalisation des télécommunications interservices (RISTACOM). Il semblerait que les équipements exploités par la 444 SU aient été localisés auparavant à la RAF Bahreïn (HMS Jufair).
Le 1er mai 1972, le No. 90 (Signals) Group est transféré du RAF Strike Command au RAF Maintenance Command (en) et, par conséquent, le 444 SU est devenu une unité de commandement de la maintenance à cette date. Le 31 août 1973, le 90 (Signals) Group et le Maintenance Command sont dissous, pour être remplacés le lendemain par le nouveau RAF Support Command (en). Toutes les unités et emplacements précédemment contrôlés par les formations dissoutes sont transférés au Commandement de soutien à compter du 1er septembre 1973 et le 444 SU devient donc une unité de Commandement de soutien. Cela devait s'avérer de courte durée, cependant, car le 1er novembre 1973, le 444 SU et l'unité responsable de la maintenance de la station au sol Skynet à RAF Gan - 6 SU - sont tous deux transférés au commandement de l'officier de l'air commandant en chef de la force aérienne du Proche-Orient (NEAF). À cette époque, les 444 SU et 6 SU font partie du réseau de communication de défense (DCN) et les éléments DCN des deux unités passent sous le contrôle fonctionnel du contrôleur DCN du ministère de la Défense
Le 1er août 1975, la responsabilité administrative et technique de toutes les unités de la RAF Hong Kong, y compris la 444 SU, est transférée de la NEAF au RAF Strike Command - le contrôle fonctionnel de ces unités étant conservé par le vice-chef d'état-major de l'air via le commandant de la RAF Hong Kong. Par la suite, avec la dissolution du QG NEAF le 31 mars 1976, le contrôle de la RAF Hong Kong et de ses unités composantes est transféré au total au Strike Command. Le 28 mars 1976, la RAF Gan ferma et la 6 SU sont officiellement dissoutes à la même date, l'équipement de communication par satellite de cette dernière étant transféré à la 444 SU.
La 444 SU est stationnée au fort de Stanley par l'armée britannique.
Des sources indiquent que la 444 SU a été dissoute le 31 décembre 1977.
- Unité des transmissions composites

Liste des bases de la Royal Air Force à Hong Kong :
- RAF North Point (Hong Kong)
- Base de Little Sai Wan
- RAF Mount Davis qui abrite la 117 Signals Unit relocalisé en 1959 (sans les logements) à la RAF Tai Mo Shan
- RAF Sha Tin – (pas de code ICAO) de 1949 aux années 1970. Gravement endommagé par le typhon Wanda en 1962. Démoli pour faire place à Sha Tin New Town.
- RAF Sek Kong – (VHSK) sert de centre d'accueil de réfugiés vietnamiens dans les années 1980
- Hydroaérodrome Kai Tak – (VHKT) plus tard en tant qu'aéroport international Kai Tak

Liste des installations d'opérations de la Royal Air Force :
- Tai Po Tsai
- Cap Collinson
- Batty's Belvedere
- Kong Wei, RAF Sek Kong
- Chung Hom Kok
- Wang Fung Terrace, Tai Hang (Happy Valley)

Les opérations de recherche et de sauvetage menées par la RAF et la Royal Navy sont ensuite transférées au service aérien du gouvernement de Hong Kong (GFS).

### Autres installations
- Hôpital militaire britannique (Hong Kong)
- Centres médicaux des casernes Victoria, Lyemun, du fort de Stanley, des casernes Whitfield, de Sham Shui Po, de Choy Hung, de MRS Sek Kong et de Lo Wu.
- British Forces Broadcasting Service
- Instituts de la marine, de l'armée et de la force aérienne (NAAFI)
- Caserne Blackdown (彩虹軍營) – près de Kai Tak; actuel Rhythm Garden (采頤花園), un parking et l'école primaire de Canossa
- Caserne du Mont Austin – près du terminus Peak Tram à Victoria Peak
- Quartier général du régiment royal de Hong Kong, près de Happy Valley – démoli en 1995

### Club de la flotte de Chine
Hong Kong devient un port d'escale important pour de nombreux navires de guerre traversant l'Extrême-Orient. Outre Lan Kwai Fong, les marins de la Royal Navy ont leur propre centre de divertissement appelé le « Club de la flotte de Chine ».
Chronologie du Club de la flotte de Chine :
- 1900–1903 - Un homme d'affaires local de Hong Kong et la flotte chinoise de la Royal Navy lèvent des fonds pour une cantine de la Royal Navy à Naval Docks
- 1929 - L'ancien bâtiment de la cantine est démoli et remplacé par un nouveau bâtiment
- 1929–1934 - Le Club est temporairement basé à Gloucester Road
- 1933 - La pierre angulaire est posée par l'amiral Howard Kelly (en), alors commandant en chef, China Station[10], du nouveau bâtiment de sept étages du Club de la flotte de Chine appelé The Old Blue
- 1941–1945 - Le commandant CFC sert de QG naval japonais à Hong Kong pendant la Seconde Guerre mondiale
- 1945 - Le Club est réoccupé par la Royal Navy
- 1952 - Ajout de l'annexe du couronnement
- 1982, 16 juillet - La soirée de démolition finale se rient au Club avant de déménager à Sun Hung Kai
- 1982–1985 - Le Club est déplacé vers un site temporaire au Sun Hung Kai Centre
- 1985 - Fleet House de 25 étages, nouvelle maison du Club
- 1986 - Début des plans de relocalisation du Club au Royaume-Uni
- 1989 - Début de la construction du China Fleet Country Club à Saltash
- 1991 - Achèvement de la construction du China Fleet Country Club à Saltash et ouverture en juin
- 1992 - Fermeture du Club à Hong Kong